# Odozana lutescens
Odozana lutescens là một loài bướm đêm thuộc phân họ Arctiinae, họ Erebidae.